# S. Szabó Ferenc
S. Szabó Ferenc (Békéssámson, 1912. június 26. –‎ Budapest, 2010. október 23.) magyar politikus, 1948-tól 1957-ig a Magyar Mezőgazdasági Múzeum igazgatója.

## Élete
1944-ben Orosházán létrehozta a Nemzeti Parasztpárt helyi szervezetét, ezzel egyidejűleg tagja lett az orosházi Nemzeti Bizottságnak, ahonnan az Ideiglenes Nemzetgyűlésbe delegálták. 1944. december 23-án a Földművelésügyi Minisztérium politikai államtitkára lett. 1945-től 1947-ig országgyűlési képviselő volt. 1948 és 1957 között a Magyar Mezőgazdasági Múzeum főigazgatója volt, 1956-ban részt vett a Nemzeti Parasztpárt újjáalakításában, mint főtitkárhelyettes. 
1957 után az Országos Mezőgazdasági Könyvtár főmunkatársa lett, majd 1962-től természetvédelmi területen dolgozott tovább. 1968 és 1972 között a Természetvédelmi Hivatal elnökhelyettese volt, majd 1972-es nyugdíjazása után a Hazafias Népfront Országos Tanácsa Környezetvédelmi Bizottságának elnöke és az MTA Tihanyi Biológiai Intézetének tudományos tanácsadója, ezzel egyik megteremtője lett a hazai természet- és környezetvédelmi társadalmi mozgalmaknak az 1970-es években.

## Művei
- A Mezőgazdasági Múzeum összefoglaló jelentése 1945–1951. évekről, Mezőgazdasági Múzeum, Budapest, 1952.
- A hazai agrármuzeológia kezdetei és eredményei, Mezőgazdasági Kiadó, Budapest, 1956. (különlenyomat a Kísérletügyi Közlemények L. kötet, 1956. évi 1. füzetéből)
- (szerk.) A magyar mezőgazdasági szakirodalom könyvészete III. kötet (1831–1867), Magyar Mezőgazdasági Múzeum, Budapest, 1956.
- (szerk.) Országos mezőgazdasági kiállítás katalógus – Budapest 1956. szeptember 2-16., Budapest, 1956.
- A hatvanéves Mezőgazdasági Múzeum 1896–1956, Mezőgazdasági Múzeum, Budapest, 1956.
- Társadalmi együttműködés a környezet védelméért, Hazafias Népfront, Budapest, 1976.

Irányításával zajlott A magyar mezőgazdasági szakirodalom könyvészete IV. kötet (1868–1896) anyagának összeállítása is 1952 és 1956 között a címlap szerint, de ez már csak Matolcsi János igazgatósága alatt jelent meg (Magyar Mezőgazdasági Múzeum, Budapest, 1959).